# アルジェリア

アルジェリア民主人民共和国
الجمهورية الجزائرية الديمقراطية الشعبية（アラビア語）
ⵜⴰⴳⴷⵓⴷⴰ ⵜⴰⵎⴳⴷⴰⵢⵜ ⵜⴰⵖⵔⴼⴰⵏⵜ ⵜⴰⴷⵣⴰⵢⵔⵉⵜ（ベルベル語）

国の標語：من الشعب و للشعب

（アラビア語: 人々により、そして人々のために）
国歌：قسما（アラビア語）
誓い

アルジェリア民主人民共和国（アルジェリアみんしゅじんみんきょうわこく）、通称アルジェリアは、北アフリカのマグリブに位置する共和制国家。東にチュニジアとリビア、南東にニジェール、南西にマリとモーリタニア、西にモロッコとサハラ・アラブ民主共和国（西サハラ）と国境を接する。北は地中海を隔ててスペインや旧宗主国のフランスと向かい合う。首都はアルジェ。

## 概要
アフリカ世界、地中海世界、アラブ世界の一員であり、アフリカ連合、アラブ連盟、地中海連合、アラブ・マグレブ連合に加盟している。
2011年の南スーダン独立によりスーダンが分割され領土が縮小したことで、スーダンを超えてアフリカ大陸において最も広大な領土を持つ国となっている。
同国は世界全体でも第10位の領土面積を誇る国家である。

## 国名
正式名称は、アラビア語でاَلْجُمهُورِيَّة اَلْجَزَائِرِيَّة اَلدِّيمُقرَاطِيَّة اَلشَّعبِيَّة（al-Jumhūrīya al-Jazā'irīya al-Dīmuqrātīya al-Shaʿbīya）。通称はالجَزَائِرُ（al-Jazā'ir、アル＝ジャザーイル）。ベルベル語でⵜⴰⴳⴷⵓⴷⴰ ⵜⴰⵎⴳⴷⴰⵢⵜ ⵜⴰⵖⵔⴼⴰⵏⵜ ⵜⴰⴷⵣⴰⵢⵔⵉⵜ（tagdwda tamgdayt taɣrfant tadzayrit）、通称はⴷⵣⴰⵢⵔ（Dzayr、ザイル）。
日本語表記は、アルジェリア民主人民共和国。通称アルジェリアで、英語名 Algeria に由来する。漢語表記は、阿爾及利亜または阿爾及。
アラビア語の国名は、首都アルジェのアラビア語名  الجزائر (アル＝ジャザーイル) に由来する。両者ともに同じ綴り・発音で、国名については「アルジェがある国」のような意味合いを持つ。オスマン帝国時代にアルジェ含む一帯を都市と同名で呼んだのが起源で、南方の砂漠地帯と共にフランス領となった際にもその呼び名が引き継がれた。
英語名 Algeria は、アルジェのフランス語名である Alger に地名語尾の -ia を付して作られたもので、「アルジェの国」のような意味合いを持つ。
末尾に「人民共和国」とあるが、これはかつて社会主義を標榜していたからであって、現在は実質的に社会主義を放棄している。

## 歴史

### 古代アルジェリア
新石器時代の住人は、タッシリ・ナジェール遺跡を遺した。紀元前には内陸部にベルベル人が存在した。沿岸部にはカルタゴの植民都市が存在したが、ポエニ戦争を経てカルタゴは滅亡。ベルベル人のヌミディア王国もユグルタ戦争やローマ内戦を経て、最終的にユリウス・カエサルの征服によってローマ共和国の属州となった。その後、ゲルマン系ヴァンダル族や東ローマ帝国の征服を受けた。

### イスラーム帝国期
8世紀にウマイヤ朝などアラブ人イスラーム勢力が侵入し、イスラーム化した。アルジェリアには内陸部にルスタム朝が栄え、イスラーム化と共に住民のアラブ化も進み、11世紀のヒラール族の侵入によって農村部でのアラブ化が決定的になった。
イスラーム化した後もある程度の自治は保ち続けた。西から進出したムラービト朝、ムワッヒド朝の支配を経た後に、1229年にハフス朝が成立。1236年にトレムセンを都としたザイヤーン朝が成立した。

### オスマン帝国領アルジェリア期
16世紀に入ると東からはオスマン帝国の、西からはスペイン帝国の進出が進み、1533年にはアルジェを根拠地とした海賊バルバロッサがオスマン帝国の宗主権を受け入れた。1550年にオスマン帝国はザイヤーン朝を滅ぼした。オスマン帝国の治下ではトルコ人による支配体制（オスマン帝国の属州という形であったが、実際にはエジプトのムハンマド・アリー朝のような提督による間接支配に相当）が築かれ、アルジェのデイは沿岸のキリスト教国の船をバルバリア海賊を率いて襲撃していた。
これに対してアメリカ合衆国が武力行使し、第1次バーバリ戦争（1801年 - 1805年）。第2次バーバリ戦争（1815年）と一連のバーバリ戦争が勃発。1816年8月27日には西欧諸国によるアルジェ砲撃が起きた。

### フランス領アルジェリア期

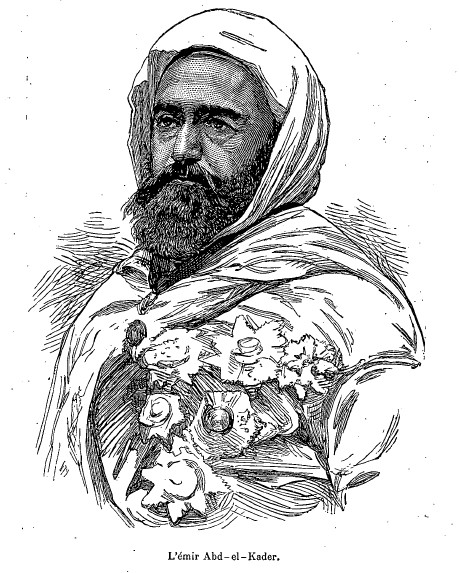
フランス人のアルジェリア征服に抵抗したアブド・アルカーディル（アブデルカーデル）

1830年にフランスがアルジェを占領した。フランスによる征服に対してアブド・アルカーディルが激しく抵抗したが、1847年にフランスは全アルジェリアを支配した。アルジェリア北岸にはアルジェ県、オラン県、コンスタンティーヌ県が置かれ、これら三県はフランス本土と同等の扱いを受け、多くのヨーロッパ人がフランス領アルジェリアに入植した。
1916年にトゥアレグ族の貴族Kaocen Ag Mohammedが、トゥアレグ族居住地域内のアガデスで蜂起した（en:Kaocen Revolt）。フランス軍が鎮圧したものの、第一次世界大戦が終わると独立運動が激化し始めた。
第二次世界大戦中の1942年のトーチ作戦以降は反ヴィシー政権の拠点となり、シャルル・ド・ゴールを首班とするフランス共和国臨時政府もアルジェで結成された。第二次世界大戦が終結すると独立運動が再び激化し始めた。1954年には現地人（アンディジェーヌ）と入植者（コロン）の対立に火が付きアルジェリア戦争が勃発、100万人に及ぶ死者を出した。アルジェリア戦争中の1960年代にはサハラ砂漠でフランスの核実験が行われた。「ジャミラ・ブーパシャ」も参照。

### 独立
1962年7月5日にアルジェリア民主人民共和国として独立を達成し、8月4日に誕生した初代のベン・ベラ大統領は社会主義政策を採り、キューバ革命後のキューバと共に非同盟運動と世界革命路線を推進した。一方、独立によってトゥアレグ族居住地がアルジェリアとマリ、ニジェールに分割されていたが、域内アガデス州のアーリットとアクータ鉱山から産出する、冷戦下で重要性が高まっていたウランを巡って、第1次トゥアレグ抵抗運動（1962年-1964年）が勃発した。産出するウランの一部は日本に出荷されている。1963年10月、西サハラ国境（ティンドゥフ県、ベシャール県）をめぐる砂戦争でモロッコと交戦した。
1965年にウアリ・ブーメディエンが軍事クーデターでベン・ベラ政権を打倒し、ベン・ベラを幽閉した。ブーメディエンは、現実的な国造りを進め、社会主義政策に基づいて経済成長を達成した。1976年1月、西サハラのアムガラでモロッコと交戦（第1次アムガラの戦い (1976年)）し、西サハラ戦争（1975年 - 1991年）にサハラ・アラブ民主共和国（1976年2月独立）側で参戦した。1978年にブーメディエンが死去した後、1980年代に入ると民族解放戦線（FLN）の一党制によるアラブ人主導の国造りに対して、ベルベル人からの反発が高まった。
進行していた経済危機の影響もあって1989年に憲法が改正され、複数政党制が認められた。1980年代後半からシャドリ・ベンジェディード政権でのFLNによる一党制や経済政策の失敗に不満を持った若年層を中心にイスラーム主義への支持が進み、1991年の選挙でイスラム原理主義政党のイスラム救国戦線（FIS）が圧勝したが、直後の1992年1月に世俗主義を標榜した軍部主導のクーデターと国家非常事態宣言によって、選挙結果は事実上無効になった。このクーデターにより国内情勢は不安定化し、軍とイスラム原理主義過激派の武装イスラム集団（GIA）とのアルジェリア内戦（1991年12月26日 - 2002年2月8日）により10万人以上の犠牲者が出た。内戦末期の1998年9月にはGIAから「説教と戦闘の為のサラフィー主義者集団」（GSPC、2007年以降はイスラーム・マグリブ諸国のアル＝カーイダ機構）が誕生した。
1995年に大統領に就任したリアミール・ゼルーアル大統領は2000年の任期満了を待たずに辞任したため、1999年4月に行われた大統領選挙でアブデルアジズ・ブーテフリカ大統領が選出された。一時、国情が沈静化しつつあったものの、北部や東部ではAQIM（イスラーム・マグリブ地域のアル＝カーイダ組織）によるテロが頻発し、犠牲者が多数出ており、その後も国家非常事態宣言は発令されたままの状況が続いた。
2004年、トランス・サハラにおける不朽の自由作戦に加わった。2009年4月9日大統領選挙が行われ、ブーテフリカ大統領が90.24%で3選されたと同国内務省が10日発表した。任期は5年。投票率は70.11%であった。
2010年-2011年アルジェリア騒乱が発生したこともあり、発令より19年が経過した2011年2月24日になってようやく国家非常事態宣言が解除された。
2013年1月16日、イリジ県イナメナスにある天然ガス関連施設でアルジェリア人質事件が起こった。
2019年、5回目の再選を目指すブーテフリカ大統領に対する大規模抗議運動（en:2019 Algerian protests）が起き、ブーテフリカは続投を断念することとなった。その結果、同年の大統領選に立候補していた元首相のアブデルマジド・テブンが当選を果たした。
2021年8月24日、カビリー地方の独立運動やアルジェリア国内の山火事にモロッコが関与しているとして、アルジェリアはモロッコとの国交断絶を宣言した。断交の背景には、西サハラの領有権を主張するモロッコと、サハラ・アラブ民主共和国としての独立を主張するポリサリオ戦線を支援しているアルジェリアの対立がある。

## 政治

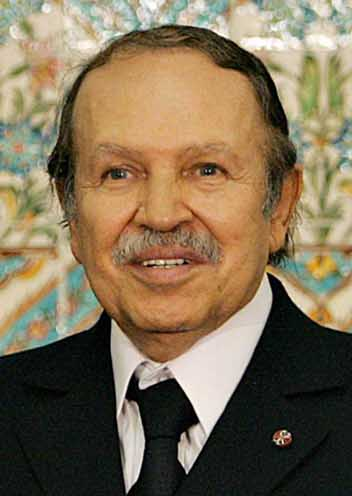
元大統領アブデルアジズ・ブーテフリカ（1999年4月～2019年4月）

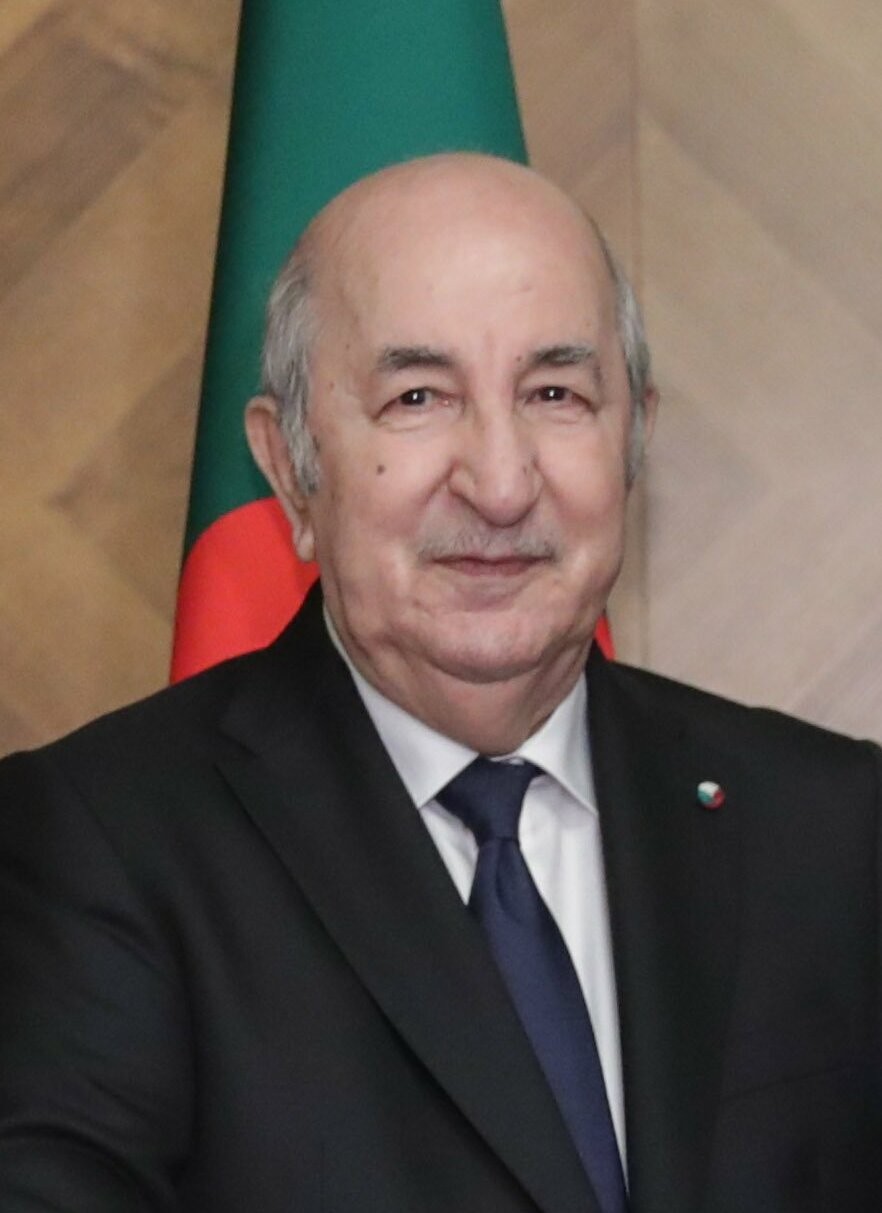
現大統領アブデルマジド・テブン（2019年12月19日～）

### 元首
大統領を国家元首とする共和制を敷いており、現行憲法は1976年憲法である。大統領は民選で、任期は2期5年とされていたが、2008年に当選回数制限は解除され、2014年の大統領選挙でブーテフリカが4度目の当選を決めた。2019年4月18日に予定されていた大統領選挙に出馬し5選を目指す意向を示していたが、国内で反対デモが相次いだため3月11日に出馬断念を表明。同時に大統領選挙の延期を発表したほか、ヌレディン・ベドゥイ内務大臣を新首相に任命した。同年4月1日、4月28日の任期満了までに大統領を退くことを発表。翌2日、正式に辞任した。その後、2019年大統領選挙により、アブデルマジド・テブンが当選し、2019年12月19日に大統領に就任する。

### 行政
行政府の長は首相で、大統領が任命する。首相は各大臣を任命する権限がある。1995年以降は複数候補による大統領選挙が行われている。

### 立法
立法権は議会に属す。1996年まで一院制をとってきたが、憲法改正により両院制（二院制）へ移行した。下院は407議席、上院は174議席からなる。
主要政党に民族解放戦線（FLN）、民主国民連合がある。その他、平和のための社会運動（MSP）、アルジェリア希望の集まり（TAJ）、穏健改革イスラム党連合（MFB）、社会主義勢力戦線(FFN)、アルジェリア人民運動（MPA）などの諸政党がある。

### 司法
司法権は最高裁判所に属している。

## 国際関係
基本政策は非同盟中立、アラブ連帯であり、1960年代から1970年代まではキューバや北ベトナムと共に第三世界諸国の中心的存在だったが、1979年のシャドリ政権以降は現実主義・全方位外交を基調としている。近年はG8諸国を中心に先進国との外交活動を積極的に推進している。これはここ数年のアルジェリアはテロのイメージが強く、それを払拭するためである。この努力の結果、アルジェリアへのイメージも改善されてきている。
アフリカ諸国、アラブ諸国の中心的存在にある国の一つであり、アフリカ連合（AU）、アラブ・マグレブ連合、アラブ連盟に加盟している。2005年にはアラブ連盟の議長国を務め、国連の非常任理事国にも度々選出されている。

### モロッコとの関係
マグリブ諸国との関係においては、独立以来国家体制の相違や、領土問題、パレスチナ問題への取り組み、アルジェリアによる西サハラ独立運動の支援など様々な要因により、アルジェリアはモロッコとの対立を繰り広げてきた。1994年以来、モロッコとの国境は封鎖されている。
モロッコが大部分を実効支配する西サハラの独立を訴えるサハラ・アラブ民主共和国とポリサリオ戦線を一貫して支持しており、アルジェリア領内には西サハラ難民の難民キャンプが存在する。日本で2019年に開催された第7回アフリカ開発会議でサハラ・アラブ民主共和国代表団はアルジェリアが発給した旅券で日本に入国し、日本政府が黙認する形で参加が実現した。
2021年8月、アルジェリア政府は国内で発生した山火事にモロッコが関与していると発表。
2021年8月24日、アルジェリアはモロッコとの国交断絶を宣言した。アルジェリアは同年9月にはモロッコの航空機に対して領空通過を禁止し、10月にはモロッコを通る天然ガスパイプラインを閉鎖するなど措置をエスカレートし、両国間の軍備競争も進んでいる。

### 日本との関係
- 在留日本人数 - 51名（2023年3月）[11]
- 在日アルジェリア人数 - 379人（2021 年5月）[11]

日本との関係においては、独立戦争を全学連 や宇都宮徳馬、北村徳太郎らが支援したことをきっかけに、独立後も友好的な関係が築かれた。アルジェリアは日本企業に多くの開発事業を発注し、1978年には日本人在留者（在アルジェリア日本人）が3,234人に達するなど、日本にとって最も関わりの深いアラブの国となったが、1990年代の内戦勃発以後日本人在留者の数は急速に減少した。
2011年東日本大震災において8億3510万円（世界6位）の義援金を日本に贈る。

## 軍事
アルジェリアの軍隊はアルジェリア人民国軍（ANP）と称される。軍は陸軍、海軍、空軍の3軍と防空軍、ジャンダルメ（国家憲兵）によって構成される。
軍の前身は国民解放戦線の軍事部門だった国民解放軍（ALN）であり、独立後に現在の形に再編された。
兵器体系はソ連に準じていたが、ソ連崩壊後は中華人民共和国や欧米からも導入して装備を多様化させている。

## 地理

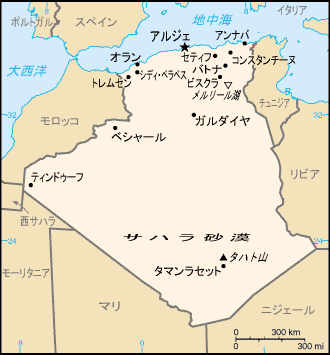
アルジェリアの地図

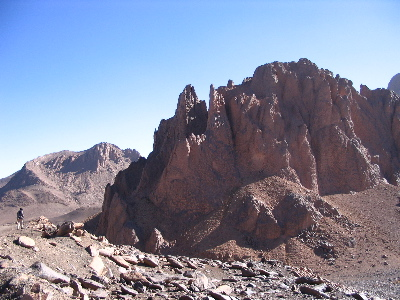
ホガール山地

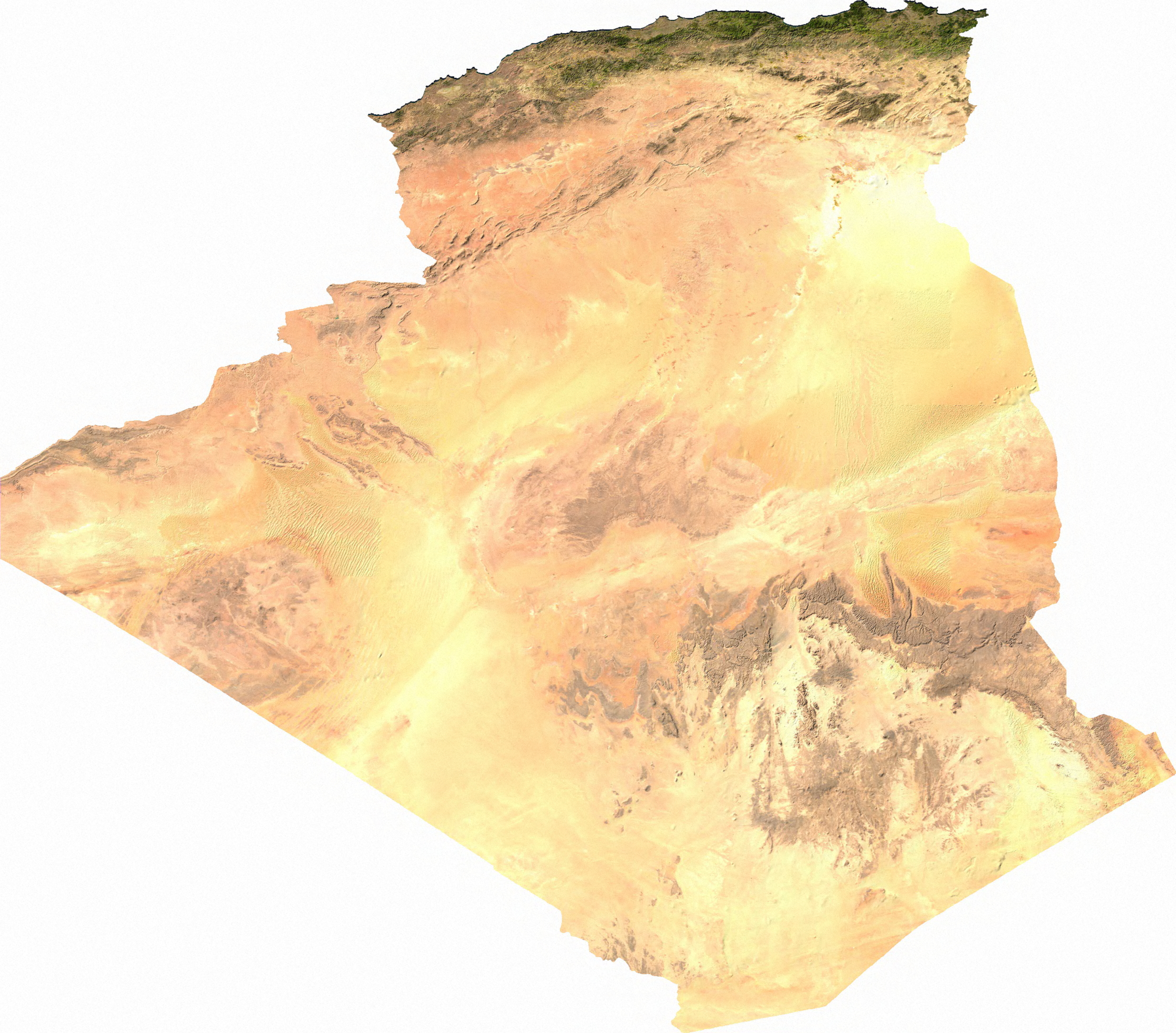
人工衛星から見たアルジェリア

国土の大部分をサハラ砂漠が占め、乾燥した平原地帯となっている。しかし、北部には2000m級のアトラス山脈が走り、地中海沿岸は雨量も多く、草原なども広がり、国民の約95%がこの地域に居住している。地中海の対岸にはスペイン、フランスが存在する。一見して日本より相当南の緯度にあると思われがちだが、首都のアルジェは新潟県南部や石川県中部、長野県北部や富山県北部や栃木県北部や群馬県北部や茨城県北部とほぼ同じ緯度である。ユーラシアプレートとアフリカプレートの境に位置するため、地震国である。
アトラス山脈はアルジェリア北西部でアトラス高原を挟んで北部のテルアトラス山脈と南部のサハラアトラス山脈の2つに分かれている。アトラス高原には塩湖やそれが枯渇した盆地が多数ある。また、アトラス山脈から北にシェリーフ川が流れる。
サハラアトラス山脈の南にはわずかなステップ地帯があり、それ以外は全てサハラ砂漠になる。内陸部の砂漠地帯は標高1000 m以下の平原が多いが、ニジェールとリビアの国境に近いアルジェリア南東部は山がちで、ホガール山地やアドラル山地、ナジェール高原、ホガール高原などがある。ホガール山地は火山性で、アルジェリア最高峰のタハト山 (2,918m) を有する。

### 気候

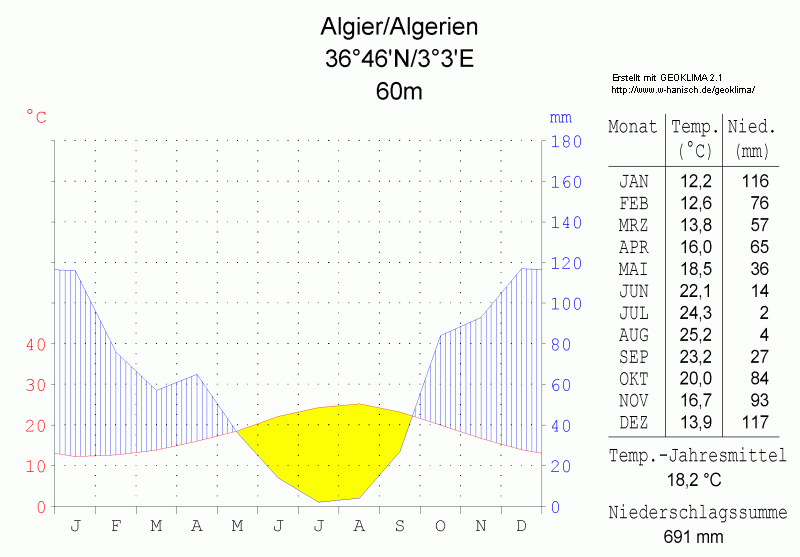
アルジェの気候図

北部の地中海沿岸部は温帯で典型的な地中海性気候である。南カリフォルニアとほぼ同じ緯度にあり、気候も類似した部分が多い。平均気温は夏は20から25℃、冬は10から12℃で、アトラス高原はステップ気候になる。アトラス高原から南に行くにつれて冬と夏、昼夜の温度差が激しくなり、降水量が少なくなる。また、夏には暑く乾燥したシロッコが吹き、その風は海岸部にまで及ぶ。降水量は沿岸部で年間500mm前後。また、東に行くにつれ降水量は多くなり、降水量はコンスタンティーヌで1000mm近くまで及ぶ。地中海沿岸以外の国土の大部分は、砂漠気候となっている。山岳地帯では、冬になると雪が降り、吹雪になることもある。

## 地方行政区分
アルジェリアは58のウィラーヤ（県）、547のダイラ（郡）と1,541のバラディヤ（基礎自治体）に分けられている。各県の県名は、最大都市の名前からとられている。
| - 1アドラール県 - 2シュレフ県 - 3ラグアット県 - 4ウメル・ブアーギ県 - 5バトナ県 - 6ベジャイア県 - 7ビスクラ県 - 8ベシャール県 - 9ブリダ県 - 10ブイラ県 - 11タマンラセット県 - 12テベッサ県 - 13トレムセン県 - 14ティアレット県 - 15ティジ・ウズー県 - 16アルジェ県 - 17ジェルファ県 - 18ジジェル県 - 19セティフ県 - 20サイダ県 | - 21スキクダ県 - 22シディ・ベル・アッベス県 - 23アンナバ県 - 24ゲルマ県 - 25コンスタンティーヌ県 - 26メデア県 - 27モスタガネム県 - 28ムシラ県 - 29マスカラ県 - 30ワルグラ県 - 31オラン県 - 32エル・バヤード県 - 33イリジ県 - 34ボルジ・ブ・アレリジ県 - 35ブメルデス県 - 36エル・タルフ県 - 37ティンドゥフ県 - 38ティセムシルト県 - 39エル・ウェッド県 - 40ヘンシュラ県 | - 41スーク・アフラース県 - 42ティパザ県 - 43ミラ県 - 44アインデフラ県 - 45ナーマ県 - 46アイン・ティムシェント県 - 47ガルダイヤ県 - 48ルリザンヌ県 - 49エル・ムエラ県 - 50エル・メニア県 - 51ウレド・ジェラル県 - 52ボルジュ・バジ・モウタール県 - 53ベニ・アッベス県 - 54ティミムン県 - 55トゥーグラ県 - 56ジャーネット県 - 57イン・サラー県 - 58イン・ゲザム県 |  |  |

### 主要都市
主要都市はアルジェ、オラン、コンスタンティーヌ、アンナバなど。

## 経済

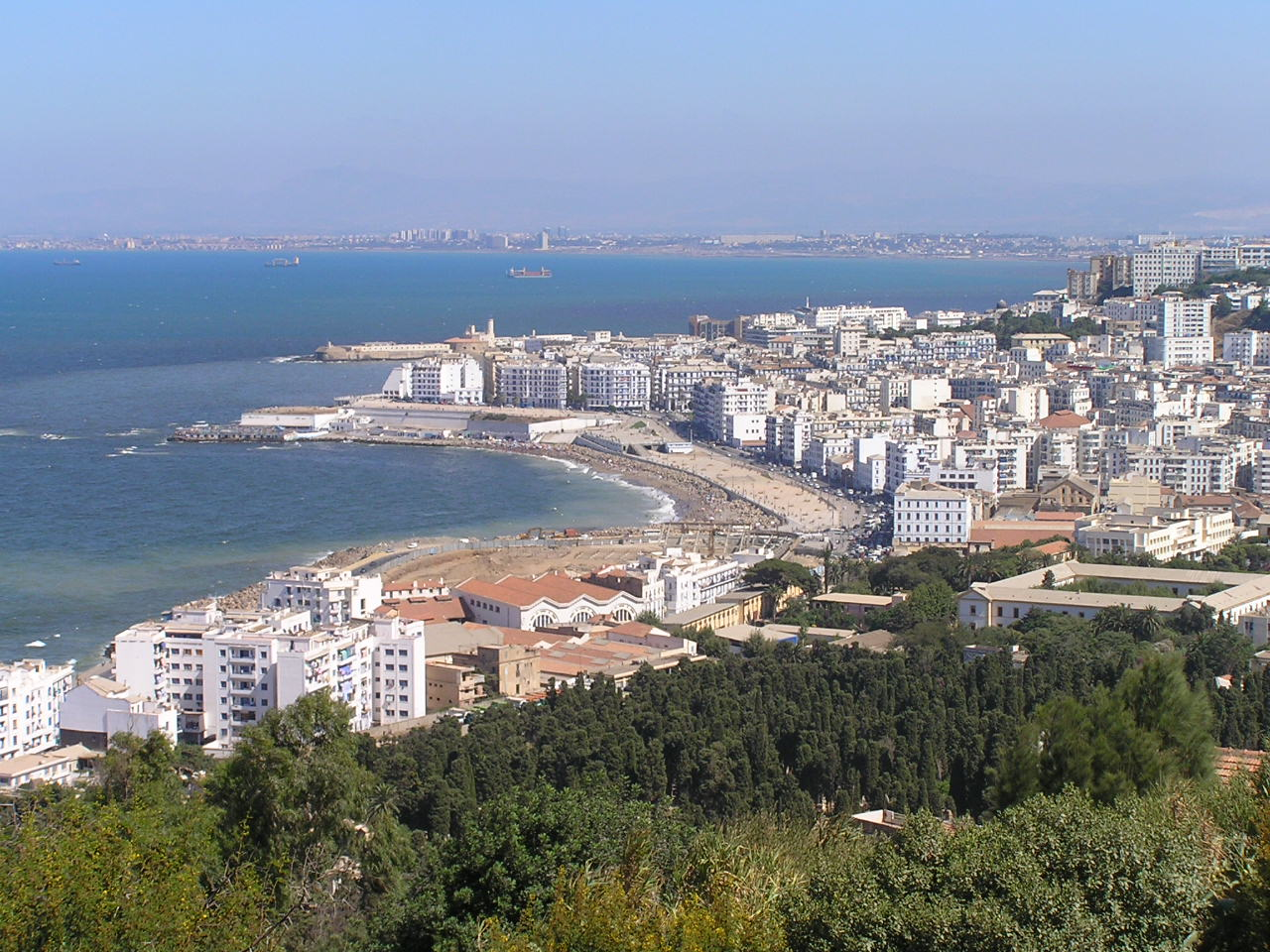
首都アルジェの景観

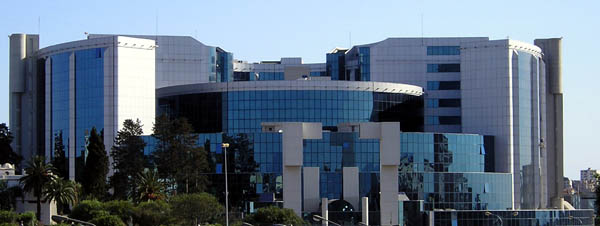
アルジェリア財務省

2013年のアルジェリアの国内総生産（GDP）は約2060億ドルであり、埼玉県とほぼ同じ経済規模である。同年の一人当たりのGDPは5,437ドルであり、アフリカ諸国の中では上位に位置する。
膨大な対外債務があるが、天然ガスや石油を産出し、近年の原油価格上昇で貿易黒字が増大している。それ以外にも鉄鉱石やリン鉱石などを産する。国内産業は農業が主で、小麦、オレンジなどを産する。貿易相手は欧米が中心。フランスに存在する100万人以上の出稼ぎアルジェリア人労働者からの送金も大きな外貨収入源となっている。
アルジェリアの鉱業を支えているのは、天然ガス（3213千兆ジュール、世界シェア5位、2003年時点）である。原油（4560万トン）、石炭（2万4000トン）にも恵まれる。アルジェリア産の石油は非常に軽いことで知られる。1992年時点では天然ガスと石油が総輸出額の97%に達した。2003年時点においても98%を維持している。
金属資源としては、300トン（世界シェア同率3位）に達する水銀の採掘が特筆に値する。リン鉱石、鉄鉱石の埋蔵量も多いが開発は進んでいない。ジュベル・オングのリン鉱床は2100平方kmにわたって広がり、埋蔵量は世界最大級とされるものの、採掘量は28万トンに過ぎない。これは1991年時点の109万トンと比較しても低調である。鉄鉱石も234万4000トン（1991年）から70万トン（2003年）に減少している。これは社会主義政策による国営企業を民営化する計画が1995年から始まったことにもよる。
アルジェリアの国土の約9割はサハラ砂漠の一部である。しかしながら、アトラス山脈と地中海に挟まれた帯状の地域は年降水量が600 mm以上に達し、農耕が可能である。国土面積のうち3.5%が耕地であり、人口の10%弱が農業に従事している。主要穀物では、乾燥に強い小麦（260万トン、以下2002年時点の統計）のほか、大麦も栽培されている。特徴的な作物としては地中海性気候に適したナツメヤシ（45万トン）がある。生産量は世界シェア7位に達する。オリーブ（17万トン）や柑橘類の生産も盛んである。
アルジェリアの貿易はフランスの植民地時代において非常に発展した。現在総輸出額が495億9000万ドル、輸入額が225億3000万ドルとなっており、主な輸出国はアメリカ（22.8%）、イタリア（16.2%）スペイン（10.4%）フランス（10%）、輸入国はフランス（28.2%）、イタリア（7.8%）、スペイン（7.1%）、中華人民共和国（6.6%）となっている。
インフレ率は1995年ごろは30%だったが、その後は減少し、近年は1-3%で推移している。GDP成長率は1990年代は停滞していたものの、近年は5%前後まで回復している。また、貧困率はアフリカ諸国の中では低いが、地域間の経済格差は依然としてまだ残っている。
政府は積極的に経済改革を推進し、諸外国からの投資を誘致したり、国営企業を売却（民営化）したりしているが、経済の多角化は進んでおらず、石油や天然ガスに頼ったままである。失業率も30歳以下で70%前後と高く、未だ解決に至っていない。
製造業はGDPのうちの多くを占めるが、大半は自国向けである。
イスラム銀行の副次国である。2024年9月にはBRICSが運営する新開発銀行に加盟した。

### 観光

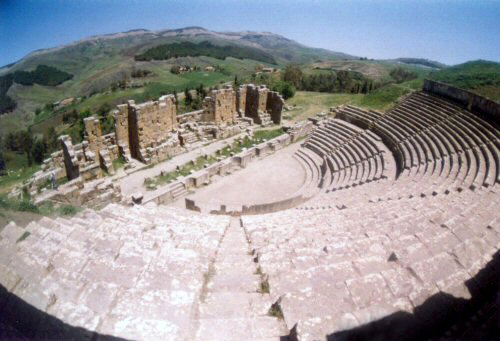
ジェミラ遺跡。保存状態の良さで知られる。

1990年代のイスラム原理主義過激派によるテロにより観光者は激減、アルジェリア観光は壊滅的な被害を受けた。しかし、2000年代に入るとテロが沈静化し、それに伴い徐々に再び観光客は増加しているが、それでも全盛期までには至っておらず、日本国外務省の海外安全情報でも未だにアルジェリア全土の危険を喚起している。
観光地としては、アルジェ（特にカスバなど）、ティムガッド遺跡、ティパサ遺跡、ジェミラ遺跡など古代ローマの遺跡観光、ガルダイアのムザブの谷などが有名である。
ブーテフリカ政権時代に中国企業によって建設されたグランド・モスク・アルジェは、2019年の完成時点で世界で最も高いミナレットとサウジアラビアの二聖モスク（マスジド・ハラームと預言者のモスク）に次ぐ巨大なモスクである。

## 交通
交通インフラは、旧態依然の状態であったが、2000年代に入りモロッコ国境からチュニジア国境まで国土を横断する当時世界最大の公共事業の1つとされたアルジェリア東西高速道路計画を中国企業と日本企業が受注し、日本企業としても過去最大級の海外でのインフラ工事であることから国内外から注目を浴び、完成すれば国内の物流が画期的に向上することから経済対策の切り札として期待されていた。中国企業が担当した二つの区間は2010年10月と2012年4月にそれぞれ完成している。しかし、2016年7月に代金の支払いをめぐって工事を打ち切った日本企業の担当した区間も中国企業に建設させると2017年11月にアルジェリア政府は発表した。
また、アルジェリアを縦断する南北高速道路も中国企業によって建設され、2018年4月に一部開通した。

## 国民

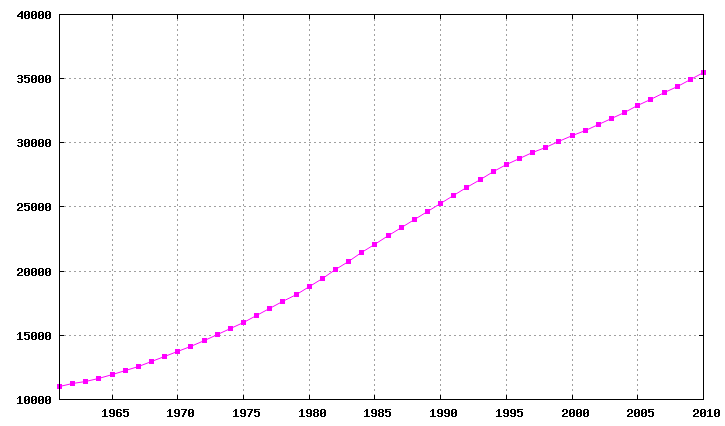
FAOによるアルジェリアの人口推移グラフ（1961年-2003年）

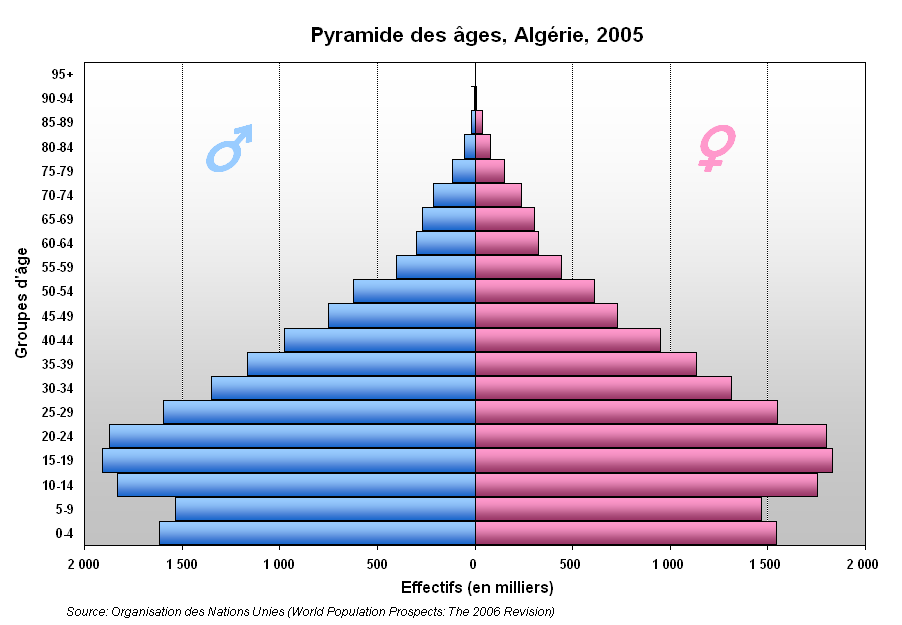
アルジェリアの人口ピラミッド

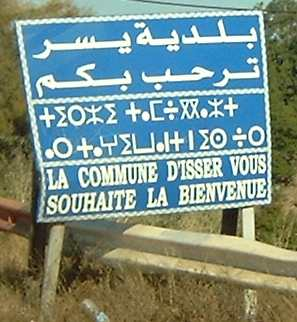
アラビア語（上段）、タマジグト（中段）、フランス語（下段）で記された標識

人口の約90%は、北部の地中海沿岸地域に住んでいる。また、人口の約半分が都市部に住んでいる。人口の30%が15歳以下である。義務教育は6歳から16歳までで、全て無料である。人口増加率はアフリカ諸国の中では比較的少ない。平均寿命は73.26歳であり、内訳は男性は71.68年、女性は74.92年となっている。独立後イスラーム法に基づいた家族法の下で、アルジェリアでは一夫多妻制が継続された。2005年の新家族法公布によって女性の地位は以前に比べれば向上したが、それでも一夫多妻制は一定の条件の下で合法のままとされた。

### 民族
国民の80%がアラブ人で、残りの20%がベルベル人であり、ベルベル人はカビリー地方のカビール人をはじめ、シャウィーア人、ムザブ人、トゥアレグ人など4つのグループに分かれる。わずかにフランス人（ピエ・ノワールの残留者）も存在する。南部の砂漠地帯には少数派の約150万人の遊牧民（ベドウィン）やスーダン系黒人が住む。難民キャンプには、西サハラからのサハラウィー人が46,000人が居住している。2009年、35,000人の華僑（海外中国人労働者）が居住している。

### 言語
主要言語はアラビア語とベルベル語であり、公用語もこの二つである。口語として話されるのはアラビア語アルジェリア方言(アーンミーヤ)であるが、公用語は文語である正則アラビア語(フスハー)としている。アルジェリア方言はオスマン帝国の軍人がもたらしたトルコ語の影響を受けており、スペイン支配を受けていた西部のオランなどではスペイン語の影響を受けている。
1962年の独立以来植民地時代のフランス語教育への反動として急速なアラビア語化が進んだが、このことはアラブへの同化を拒否するベルベル語話者の反発を招き、1980年代にはベルベル問題を引き起こした。このため、2002年の憲法改正によってベルベル語（タマジグト）が国民語としての地位を認められ、2016年2月7日には公用語となった。
フランス語は公式な公用語には指定されていないが、教育、政府、メディア、ビジネスなどで広く用いられるなど事実上の公用語となっており、大多数の国民はフランス語を話す。2008年の調査では、アルジェリア国民の3人に1人がフランス語を日常的に使用し、読み書きしているという状況であった（「fr:Langues en Algérie」も参照）。

### 宗教
国民が信仰する宗教は、99%がイスラム教で、そのほとんどがスンナ派である。イバード派もわずかに存在し、ムザブ人などのベルベル人がこれに属す。また、キリスト教徒やユダヤ教徒もわずかに存在する。キリスト教最大の教父ヒッポのアウグスティヌスはアルジェリアの生まれだった。

### 教育

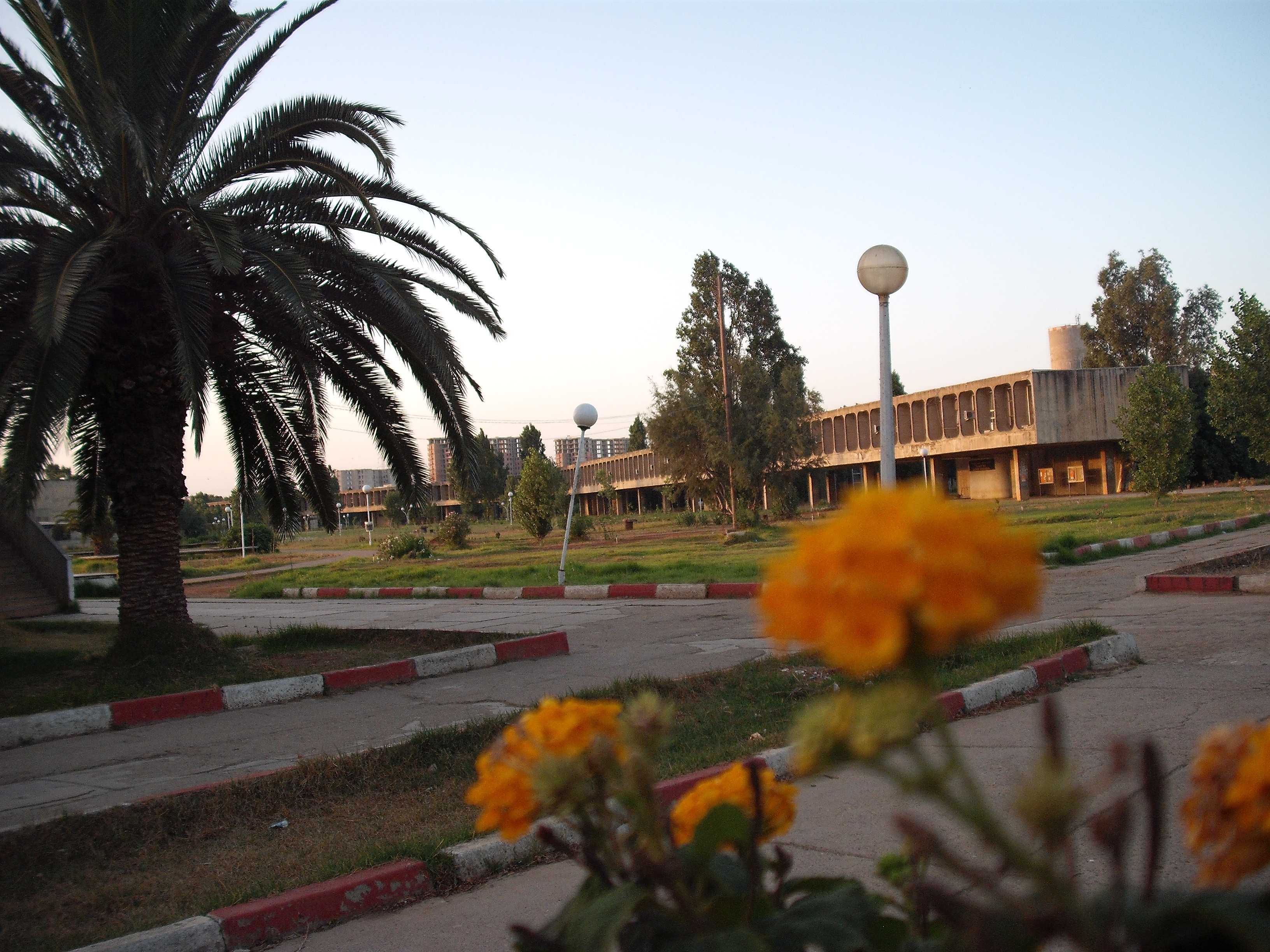
ウアリブーメジエン科学技術大学

6歳から15歳までの義務教育が敷かれている。義務教育は9年間の初等教育と前期中等教育を一貫した基礎教育学校（エコール・フォンダマンタル）で行われ、義務教育期間はアラビア語で教授されるが、大学教育ではフランス語で教授されることも多くなる。2002年の推計によれば、15歳以上の国民の識字率は69.9%（男性：79.6%、女性：60.1%）である。アルジェリアの独立時の識字率は約10%だった。
現在アルジェリアには43の大学、10の単科大学、7の高等専門学校が存在する。主な高等教育機関としては、アルジェ大学（1879年、1909年）、国立アルジェ工科大学（1923年）などが挙げられる。

## 治安
アルジェリアの治安は不安定となっている。2019年4月から2度にわたり延期されていた大統領選挙が同年12月12日に実施された結果、テブンが当選し同月19日に大統領へ就任したが、その際の組閣後も金曜日の民衆デモ及び火曜日の学生デモは継続される見込みとなっていて緊張状態が続いている。それに伴い、デモなどの抗議行動が予定されている地域は非常に危険な状況にあり、安全面の確保からもその地域に近付かないよう努めなければならない。
傍らで一般犯罪は引き続き多発しており、侵入盗（強盗、窃盗）や自動車盗、車上狙いや引ったくりの他、誘拐や薬物犯罪などが増加していることから注意する必要が求められている。さらに最近の原油の国際価格低迷による経済悪化が同国の治安に及ぼす影響も懸念されている。

## 文化

### 食文化
アルジェリア料理は他のマグレブ諸国の料理と同様、地中海沿岸産の果物や野菜、さらには幾つかの熱帯の果物や野菜を生産している為、バリエーションが非常に豊かなものとなっている。同国料理で使用されるスパイスは多種多様で、一部には乾燥させた赤唐辛子が用いられている。

### 文学

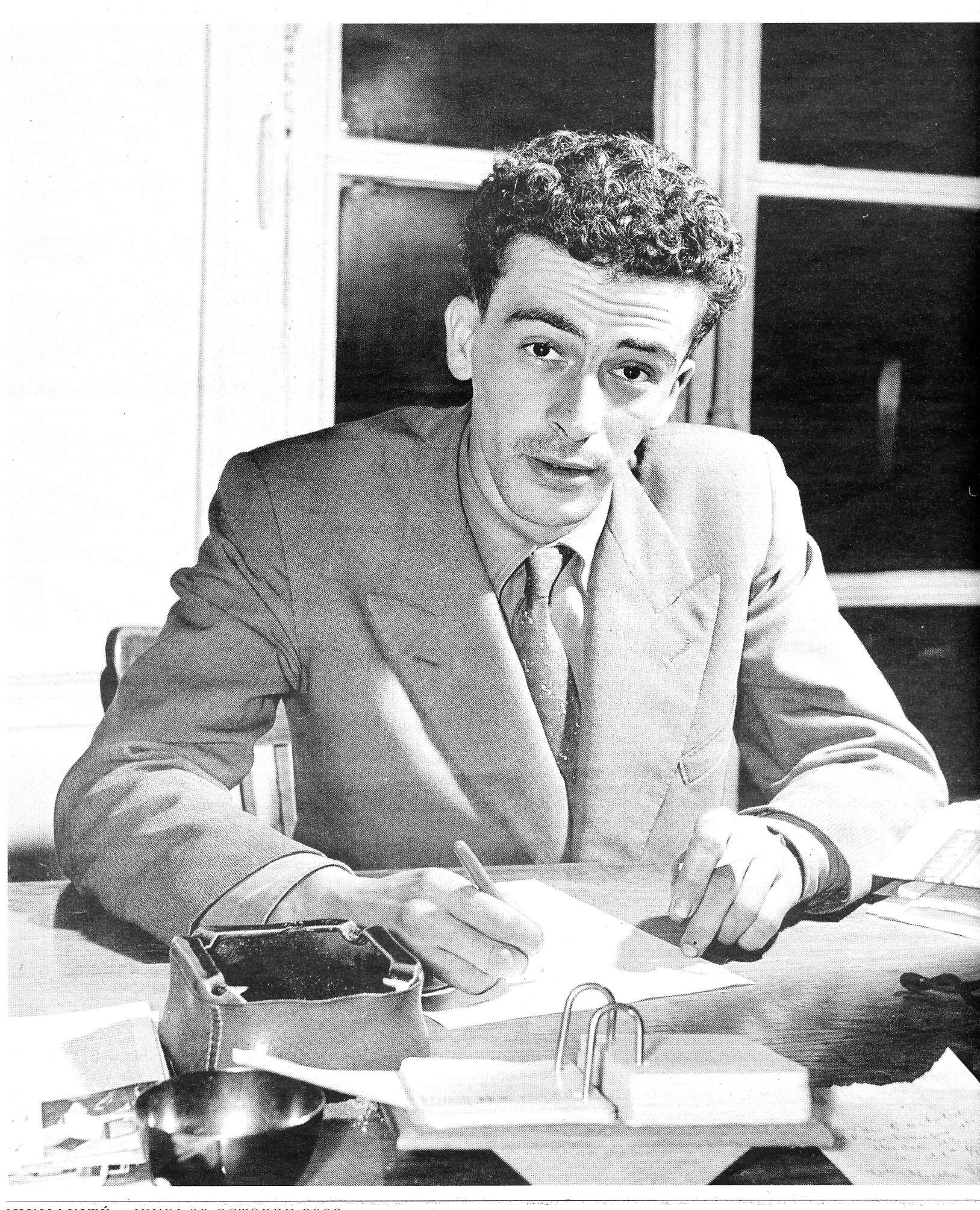
小説『ネジュマ』で知られる20世紀の小説家、カテブ・ヤシーン。

古代には、ラテン語で『黄金のろば』を著したアプレイウスや、『告白』を著したキリスト教の教父アウグスティヌスなどが活躍した。
19世紀末ごろからアルジェリア育ちのヨーロッパ人は自らを「アルジェリア人」と規定し、フランス語でアルジェリアニスム運動を主導した。こうした作家にはルイ・アルトランやロベール・ランドーなどが挙げられる。20世紀のフランス文学を代表するフランス語作家の一人であるアルベール・カミュはアルジェリアで生まれ育ち、カミュの『異邦人』はアルジェリアを舞台としているが、カミュはこうした潮流を継ぐ存在であった。
一方、アルジェリアの原住民（アンディジェーヌ）、つまりムスリムによるフランス語小説としてはムールード・フェラウンの『貧者の息子』（1950年）が最古のものである。代表的な現代アルジェリアの作家としてはムハンマド・ディブ、カテブ・ヤシーン、ラシッド・ブージェドラ、ヤスミナ・カドラ、アフガール・モスタガーネミー、アマーラ・ラフース、アシア・ジェバールなどが挙げられる。

### 哲学
古代において、最大の教父と呼ばれ、キリスト教思想や西欧哲学に大きな影響を与えたアウグスティヌスは現アルジェリアの生まれだった。
中世においてはアルジェリア生まれではないが、チュニス生まれでイスラーム世界最大の学者と呼ばれるイブン＝ハルドゥーンは『歴史序説』をイブン・サラーマ城（現ティアレット県ティアレット）で著した。また、20世紀後半において脱構築というシニフィアンを初めて唱えたジャック・デリダもアルジェリア生まれのユダヤ人だった。ポストコロニアリズムの先駆者となったマルティニーク生まれのフランツ・ファノンもまたアルジェリアで書いた。

### 音楽

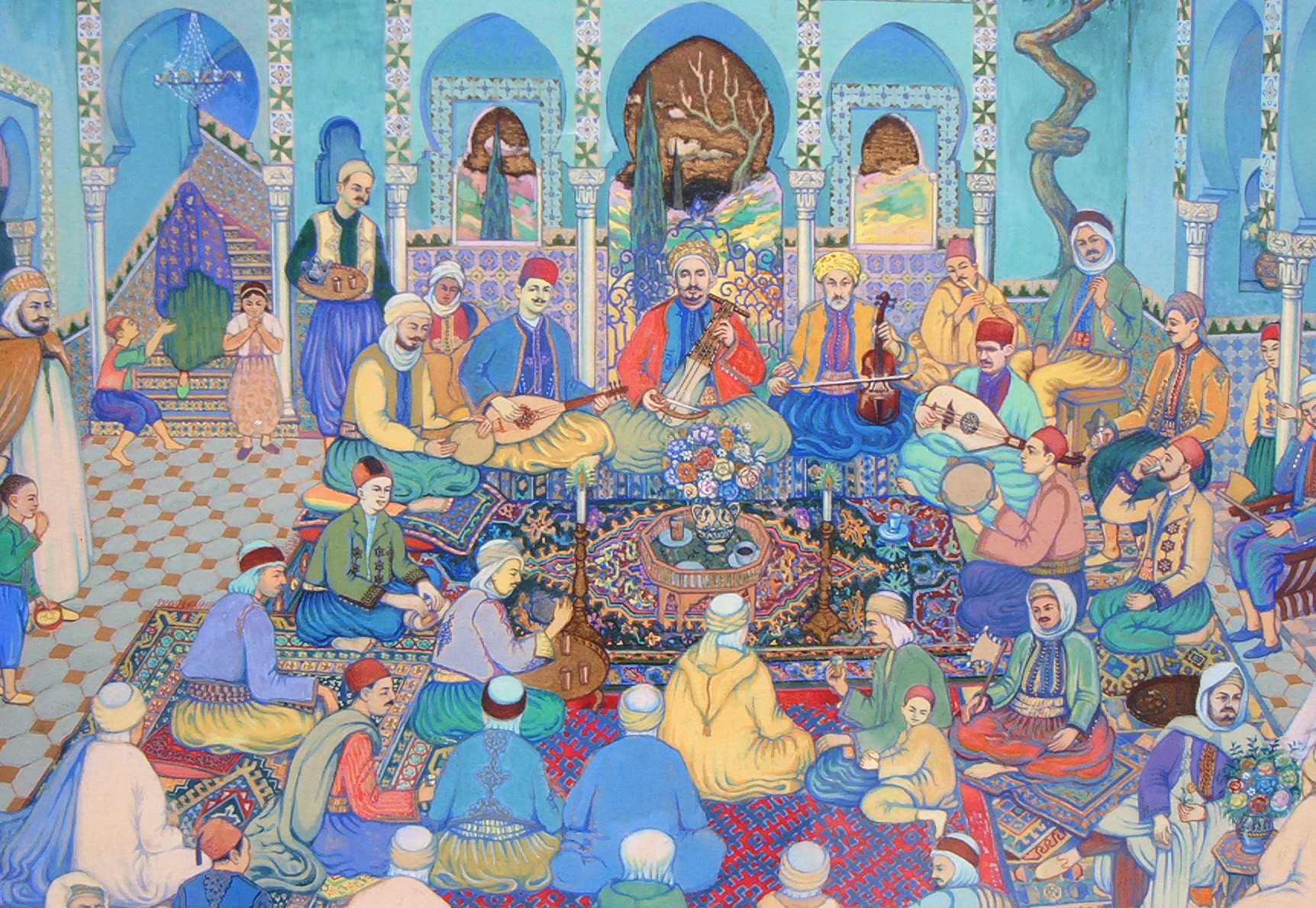
トレムセンにおける伝統的な音楽家達を描いたYellès Bachirの絵画。

アルジェリアの音楽は、レコンキスタによってスペインから追放されたムーア人のアル・アンダルスの音楽に起源を持つ。
1980年代に世界に広まった音楽のライは、アルジェリアの音楽である。ライ歌手のシェブ・ハスニは、1994年9月29日に武装イスラム集団（GIA）に暗殺された。アルジェリア内戦中の同時期に多くの音楽家（en:Lounès Matoub、en:Rachid Baba Ahmedなど）が暗殺され、アルジェリアの音楽家の多くがフランスに活動拠点を移している。フランスに渡ったアルジェリア人や、その子孫のアルジェリア系フランス人の中には活動の拠点をフランスに移しているアルジェリア人の音楽家もいる。代表的な存在としては、国民的作家カテブ・ヤシーンの息子アマジーグ・カテブがグルノーブルで結成したレゲエバンドグナワ・ディフュージョン、ライを含む幅広いジャンルを演奏するラシッド・タハがなどが挙げられる。ライ歌手のシェブ・マミ（サイダ県出身）は、スティングと共演した『Desert Rose』（1999年）などで世界的にその名を知られている。
また、南部の黒人の音楽としてグナワ音楽（「ギニア」に由来する）が挙げられ、ブライアン・ジョーンズ、ロバート・プラント、ジミー・ペイジなどは、グナワ音楽家とコラボレートした作品を発表している。

### 映画
アルジェリア出身の代表的な映像作家としては、モハメド・ラフダル・ハミナ、メフディ・シャレフ、メルザック・アルアーシュなどが挙げられる。
アルジェリア人によるものではないがアルジェリアを舞台にし、アルジェリア戦争を描いた映画として、イタリアのジロ・ポンテルコロポによる『アルジェの戦い』（1966年）やフランスのフローラン＝エミリオ・シリによる『いのちの戦場 -アルジェリア1959-』（2007年）などが挙げられる。

### 世界遺産
アルジェリア国内には、ユネスコの世界遺産リストに登録された文化遺産が6件、複合遺産が1件存在する。

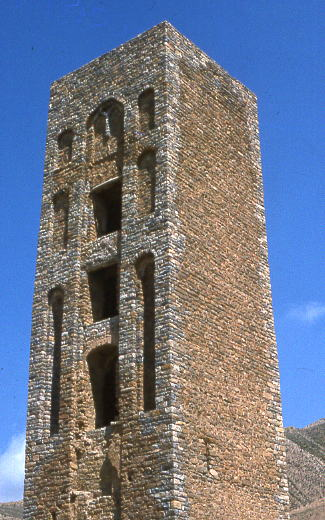
ベニ・ハンマードの城塞 -（1980年）
ムザブの谷 -（1982年）
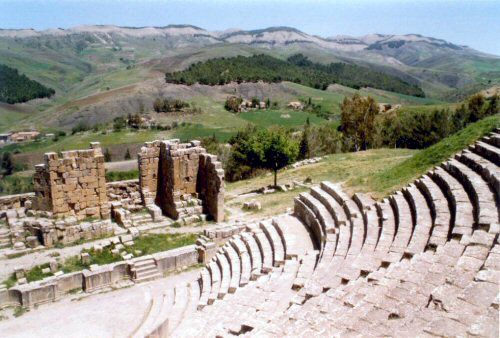
ジェミラ -（1982年）
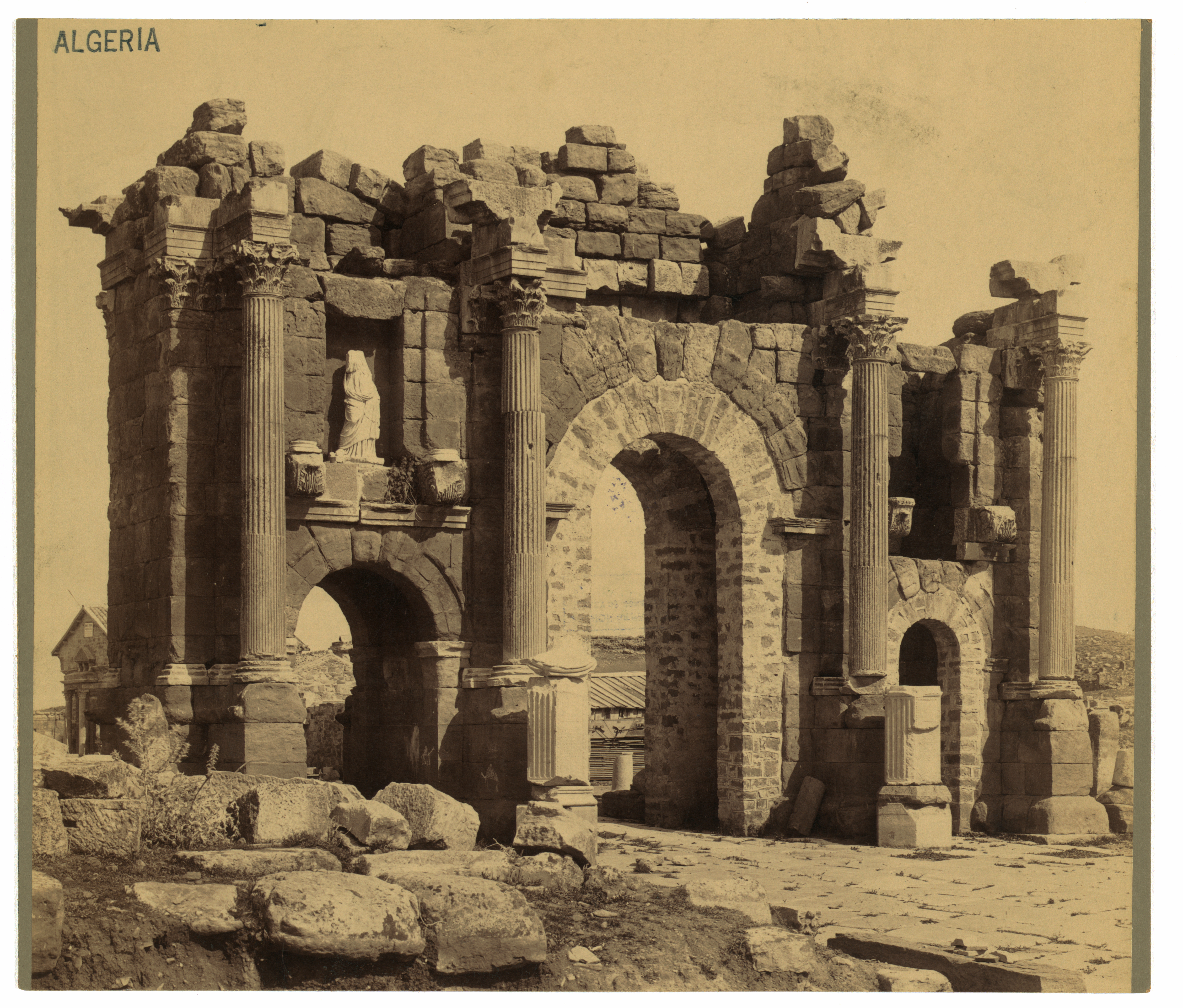
ティムガッド -（1982年）
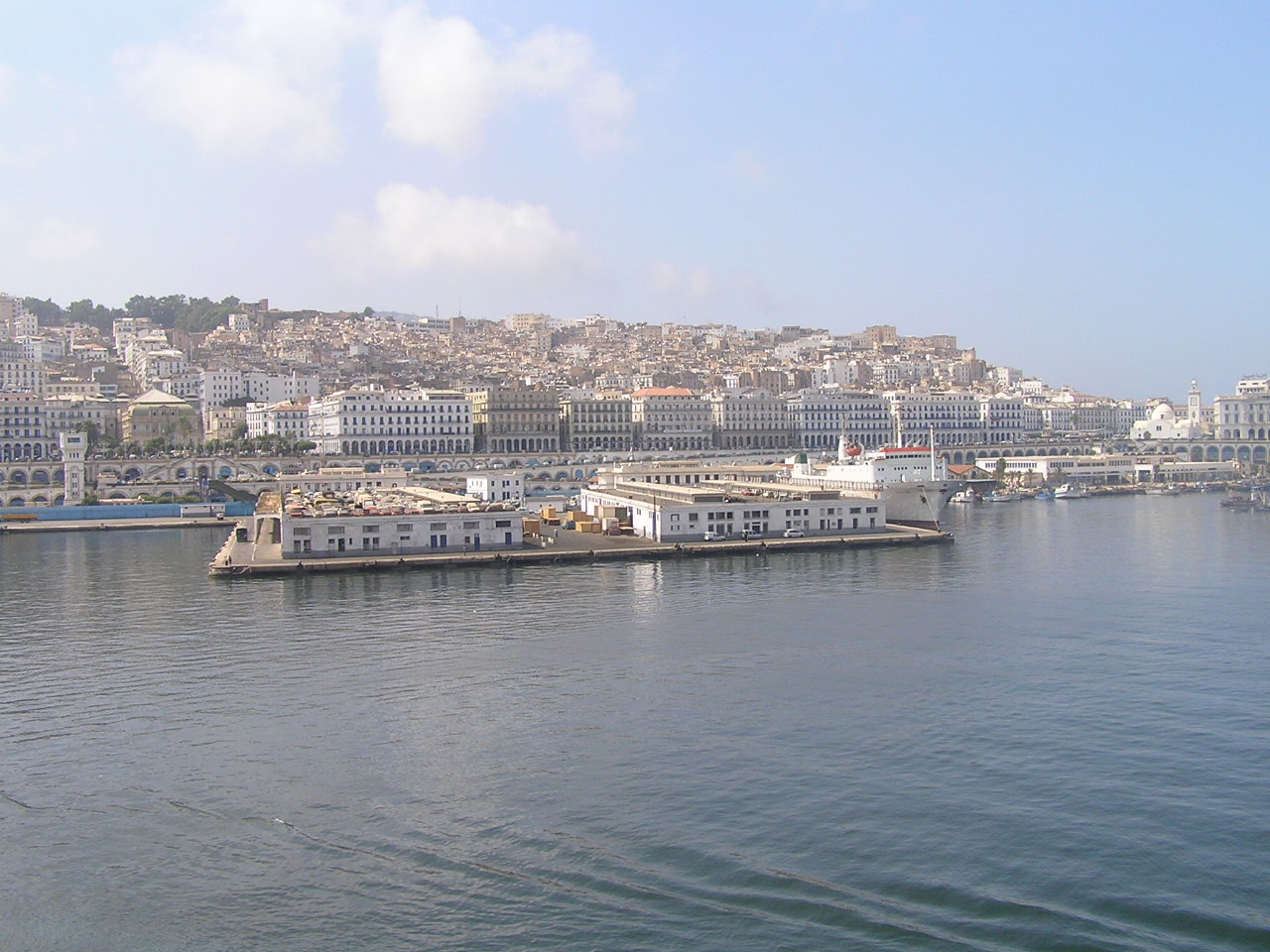
アルジェのカスバ -（1992年）
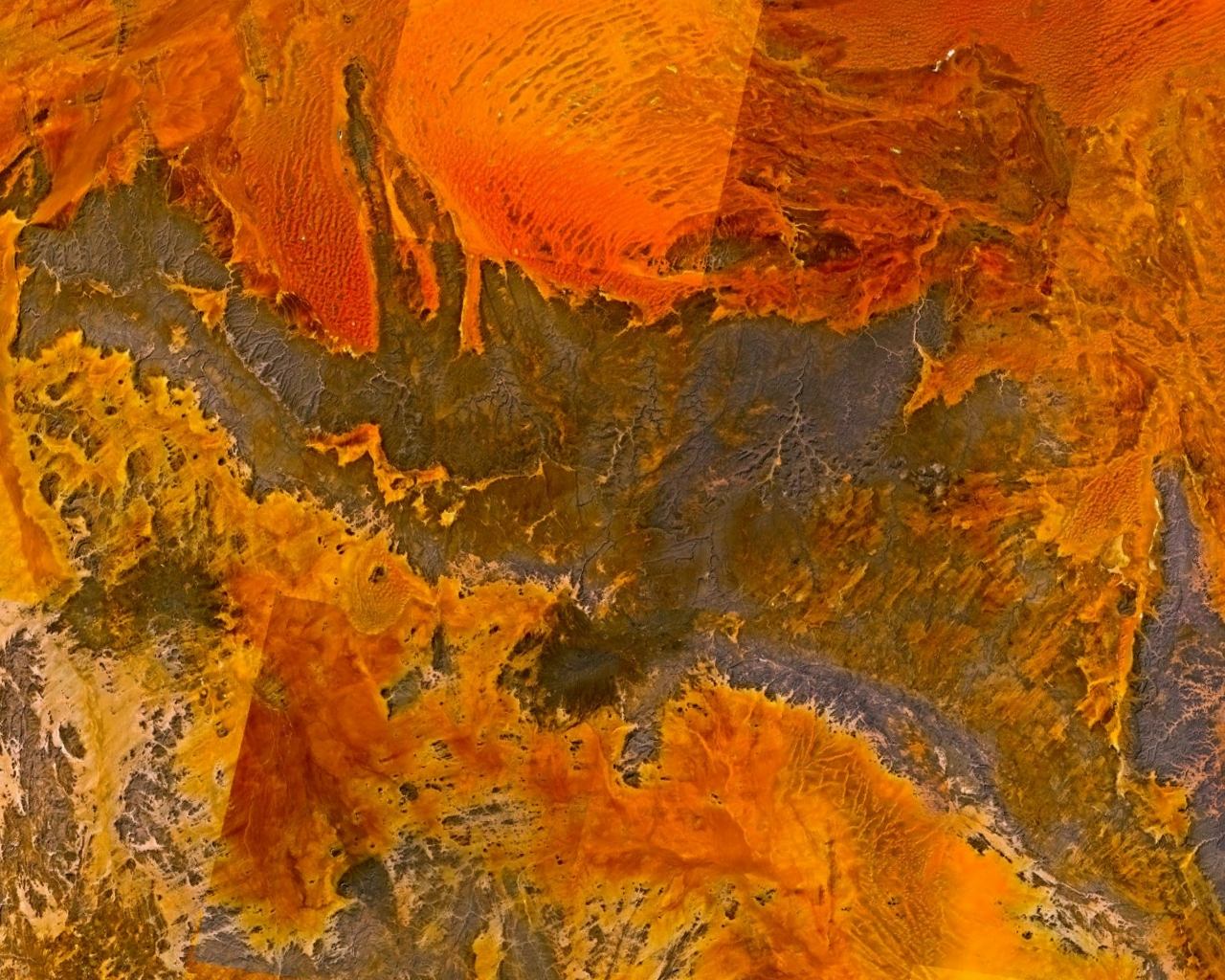
タッシリ・ナジェール -（1982年）

### 祝祭日
| 日付    | 日本語表記 | 現地語表記            | 備考 |
| ------- | ---------- | --------------------- | ---- |
| 1月1日  | 元日       | رأس السنة الميلادية   |      |
| 5月1日  | メーデー   | عيد العمّال            |      |
| 7月5日  | 独立記念日 | عيد الاستقلال والشباب |      |
| 11月1日 | 革命記念日 | ذكرى الثورة الجزائرية |      |

この他にイスラーム教の祝祭日がある。

### スポーツ
サッカー
アルジェリアではサッカーが最も人気のスポーツとなっており、1962年にサッカーリーグのアルジェリア・シャンピオナ・ナシオナルが創設された。アルジェリアサッカー連盟（FAF）によって組織されるサッカーアルジェリア代表は、これまでFIFAワールドカップには4度出場している。中でもヴァイッド・ハリルホジッチ監督に率いられた2014年大会では、初めてグループリーグを突破しベスト16に進出した。
著名な選手としてはリヤド・マフレズがおり、マンチェスター・シティの中心選手として活躍した。また、レスター・シティ時代の2016年にはジェイミー・ヴァーディや岡崎慎司らと共に、クラブ創設132年目にして初のプレミアリーグ優勝という歴史的なメンバーの一員となった。